# Deuxième circonscription de Saint-Malo
La deuxième circonscription de Saint-Malo est l'une des huit circonscriptions législatives françaises que comptait le département d'Ille-et-Vilaine de 1876 à 1885, de 1889 à 1919 et de 1928 à 1940.
Guy La Chambre (Rad.ind.) en fut le dernier député.

## La circonscription de 1876 à 1885
Dans le découpage électoral de 1875, la deuxième circonscription de Saint-Malo fait partie des huit circonscriptions d'Ille-et-Vilaine.
Elle était composée des cantons de Châteauneuf-d'Ille-et-Vilaine, Combourg, Dinard (canton de Pleurtuit jusqu'en 1879), Saint-Servan-sur-Mer et Tinténiac.

### Historique des députations
| Législature | Début de mandat | Fin de mandat   | Député                     | Parti politique | Observations                                                                                  |
| ----------- | --------------- | --------------- | -------------------------- | --------------- | --------------------------------------------------------------------------------------------- |
| Ire         | 9 mars 1876     | 13 février 1877 | François-Marie Le Pomellec | Centre gauche   | Décédé le 13 février 1877, il est remplacé à partir du 6 mai 1877 par Eugène Durand (G.rép.). |
| Ire         | 6 mai 1877      | 25 juin 1877    | Eugène Durand              | G.rép.          |                                                                                               |
| IIe         | 7 novembre 1877 | 27 octobre 1881 | Eugène Durand              | G.rép.          |                                                                                               |
| IIIe        | 28 octobre 1881 | 9 novembre 1885 | Eugène Durand              | G.rép.          |                                                                                               |

### Historique des élections

#### Élections de 1876
|          | François-Marie Le Pomellec | Centre gauche | 6 593  | 50,86  |  |  |  |  |
|          | Émile Apuril de Kerloguen  | Légitimiste   | 6 336  | 48,88  |  |  |  |  |
|          |                            |               |        |        |  |  |  |  |
| Inscrits | Inscrits                   | Inscrits      | 16 908 | 100,00 |  |  |  |  |
| Votants  | Votants                    | Votants       | 13 000 | 76,89  |  |  |  |  |
| Exprimés | Exprimés                   | Exprimés      | 12 963 | 99,72  |  |  |  |  |

#### Élections de 1877
| Candidats        | Candidats       | Étiquette           | Premier tour | Premier tour | Ballotage | Ballotage |  |
| Candidats        | Candidats       | Étiquette           | Voix         | %            | Voix      | %         |  |
| ---------------- | --------------- | ------------------- | ------------ | ------------ | --------- | --------- |  |
|                  | Eugène Durand * | Gauche républicaine | 6 675        | 50,60        | 189       | 3,17      |  |
|                  | Charles Rouxin  | Bonapartiste        | 6 497        | 49,25        | 5 556     | 82,97     |  |
|                  |                 |                     |              |              |           |           |  |
| Inscrits         | Inscrits        | Inscrits            | 17 570       | 100,00       | 17 540    | 100,00    |  |
| Votants          | Votants         | Votants             | 13 276       | 75,56        | 6 696     | 38,18     |  |
| Exprimés         | Exprimés        | Exprimés            | 13 191       | 99,36        | 5 958     | 88,98     |  |
| * Député sortant |                 |                     |              |              |           |           |  |

#### Élections de 1881
|                  | Eugène Durand *       | Gauche républicaine | 7 373  | 58,69  |  |  |  |
|                  | Emmanuel de Kergariou | Monarchiste         | 5 172  | 41,17  |  |  |  |
|                  |                       |                     |        |        |  |  |  |
| Inscrits         | Inscrits              | Inscrits            | 17 735 | 100,00 |  |  |  |
| Votants          | Votants               | Votants             | 12 627 | 71,20  |  |  |  |
| Exprimés         | Exprimés              | Exprimés            | 12 562 | 99,49  |  |  |  |
| * Député sortant |                       |                     |        |        |  |  |  |

## La circonscription de 1889 à 1919
Elle reprend le découpage de 1875.

### Historique des députations
| Législature | Début de mandat  | Fin de mandat     | Député              | Parti politique | Observations                                                                                     |
| ----------- | ---------------- | ----------------- | ------------------- | --------------- | ------------------------------------------------------------------------------------------------ |
| Ve          | 12 novembre 1889 | 14 octobre 1893   | Charles de Lorgeril | Monarchiste     |                                                                                                  |
| VIe         | 15 octobre 1893  | 13 septembre 1897 | Léonce Demalvillain | Opportuniste    | Remplacé à partir du 26 décembre 1897 par Alphonse Hervoches (Prog.) à la suite de sa démission. |
| VIe         | 26 décembre 1897 | 31 mai 1898       | Alphonse Hervoches  | Prog.           |                                                                                                  |
| VIIe        | 1er juin 1898    | 31 mai 1902       | Robert Surcouf      | Prog.           |                                                                                                  |
| VIIIe       | 1er juin 1902    | 31 mai 1906       | Robert Surcouf      | Prog.           |                                                                                                  |
| IXe         | 1er juin 1906    | 31 mai 1910       | Robert Surcouf      | GD              |                                                                                                  |
| Xe          | 1er juin 1910    | 31 mai 1914       | Robert Surcouf      | ARD             |                                                                                                  |
| XIe         | 1er juin 1914    | 7 décembre 1919   | Robert Surcouf      | ARD             |                                                                                                  |

### Historique des élections

#### Élections de 1889
| Candidats | Candidats           | Étiquette    | Premier tour | Premier tour | Ballotage | Ballotage |  |
| Candidats | Candidats           | Étiquette    | Voix         | %            | Voix      | %         |  |
| --------- | ------------------- | ------------ | ------------ | ------------ | --------- | --------- |  |
|           | Charles de Lorgeril | Monarchiste  | 6 468        | 49,22        | 6 498     | 49,66     |  |
|           | Léonce Demalvillain | Opportuniste | 4 832        | 36,77        | 5 958     | 45,54     |  |
|           | Léonce Gibert       | Boulangiste  | 1 804        | 13,73        | 628       | 4,80      |  |
|           |                     |              |              |              |           |           |  |
| Inscrits  | Inscrits            | Inscrits     | 17 841       | 100,00       | 17 737    | 100,00    |  |
| Votants   | Votants             | Votants      | 13 227       | 74,14        | 13 132    | 74,04     |  |
| Exprimés  | Exprimés            | Exprimés     | 13 140       | 99,34        | 13 084    | 99,65     |  |

#### Élections de 1893
|          | Léonce Demalvillain | Opportuniste | 8 788  | 87,25  |  |  |  |
|          |                     |              |        |        |  |  |  |
| Inscrits | Inscrits            | Inscrits     | 17 714 | 100,00 |  |  |  |
| Votants  | Votants             | Votants      | 10 072 | 56,86  |  |  |  |
| Exprimés | Exprimés            | Exprimés     | 8 839  | 87,76  |  |  |  |

#### Élections partielles de 1897
|          | Alphonse Hervoches | Progressiste | 6 880  | 63,11  |  |  |  |
|          | Pierre Gautreau    | Rallié       | 4 018  | 36,86  |  |  |  |
|          |                    |              |        |        |  |  |  |
| Inscrits | Inscrits           | Inscrits     | 17 770 | 100,00 |  |  |  |
| Votants  | Votants            | Votants      | 11 476 | 64,58  |  |  |  |
| Exprimés | Exprimés           | Exprimés     | 10 902 | 95,00  |  |  |  |

#### Élections de 1898
| Candidat | Candidat                | Étiquette      | Premier tour | Premier tour | Ballotage | Ballotage |  |
| Candidat | Candidat                | Étiquette      | Voix         | %            | Voix      | %         |  |
| -------- | ----------------------- | -------------- | ------------ | ------------ | --------- | --------- |  |
|          | Robert Surcouf          | Progressiste   | 4 809        | 37,47        | 6 750     | 52,65     |  |
|          | Henri-Constant Groussau | Monarchiste    | 4 064        | 31,66        | 4 558     | 35,55     |  |
|          | Raoul Rosse             | Union libérale | 2 730        | 21,27        | 1 501     | 11,71     |  |
|          | Pierre Gautreau         | Progressiste   | 1 239        | 9,65         |           |           |  |
|          |                         |                |              |              |           |           |  |
| Inscrits | Inscrits                | Inscrits       | 17 635       | 100,00       | 17 686    | 100,00    |  |
| Votants  | Votants                 | Votants        | 12 994       | 73,68        | 12 907    | 72,98     |  |
| Exprimés | Exprimés                | Exprimés       | 12 835       | 98,78        | 12 821    | 99,33     |  |

#### Élections de 1902
|                  | Robert Surcouf * | Progressiste | 10 645 | 90,10  |  |  |  |
|                  | Désiré Verhaeghe | POF          | 6      | 0,05   |  |  |  |
|                  |                  |              |        |        |  |  |  |
| Inscrits         | Inscrits         | Inscrits     | 17 670 | 100,00 |  |  |  |
| Votants          | Votants          | Votants      | 11 815 | 66,87  |  |  |  |
| Exprimés         | Exprimés         | Exprimés     | 10 654 | 90,17  |  |  |  |
| * Député sortant |                  |              |        |        |  |  |  |

#### Élections de 1906
|                  | Robert Surcouf *   | Gauche démocratique | 8 115  | 56,82  |  |  |  |
|                  | Léonce Demalvilain | Progressiste        | 6 170  | 43,20  |  |  |  |
|                  |                    |                     |        |        |  |  |  |
| Inscrits         | Inscrits           | Inscrits            | 18 200 | 100,00 |  |  |  |
| Votants          | Votants            | Votants             | 14 405 | 79,15  |  |  |  |
| Exprimés         | Exprimés           | Exprimés            | 14 283 | 99,15  |  |  |  |
| * Député sortant |                    |                     |        |        |  |  |  |

#### Élections de 1910
|                  | Robert Surcouf * | Gauche démocratique-ARD | 9 718  | 94,01  |  |  |  |
|                  | Jules Chauvé     | Soc. ind                | 452    | 4,37   |  |  |  |
|                  | Julien Tertre    | Gauche radicale         | 163    | 1,58   |  |  |  |
|                  |                  |                         |        |        |  |  |  |
| Inscrits         | Inscrits         | Inscrits                | 18 538 | 100,00 |  |  |  |
| Votants          | Votants          | Votants                 | 12 599 | 67,96  |  |  |  |
| Exprimés         | Exprimés         | Exprimés                | 10 337 | 82,05  |  |  |  |
| * Député sortant |                  |                         |        |        |  |  |  |

#### Élections de 1914
|                  | Robert Surcouf *   | Gauche radicale | 7 352  | 56,40  |  |  |  |
|                  | Gustave Poussineau | Action libérale | 5 626  | 43,16  |  |  |  |
|                  | Louis Le Clainche  | SFIO            | 58     | 0,45   |  |  |  |
|                  |                    |                 |        |        |  |  |  |
| Inscrits         | Inscrits           | Inscrits        | 18 317 | 100,00 |  |  |  |
| Votants          | Votants            | Votants         | 13 397 | 73,14  |  |  |  |
| Exprimés         | Exprimés           | Exprimés        | 13 036 | 97,31  |  |  |  |
| * Député sortant |                    |                 |        |        |  |  |  |

## La circonscription de 1928 à 1940
Le découpage électoral de 1927 ne modifie pas celui de 1875.

### Historique des députations
| Législature | Début de mandat | Fin de mandat  | Député         | Parti politique | Observations |
| ----------- | --------------- | -------------- | -------------- | --------------- | ------------ |
| XIVe        | 1er juin 1928   | 31 mai 1932    | Guy La Chambre | Rép.G           |              |
| XVe         | 1er juin 1932   | 31 mai 1936    | Guy La Chambre | Rad.ind.        |              |
| XVIe        | 1er juin 1936   | 9 juillet 1940 | Guy La Chambre | Rad.ind.        |              |

### Historique des élections

#### Élections de 1928
|          | Guy La Chambre  | Répub. de gauche   | 7 756  | 55,32  |  |  |  |
|          | Robert Surcouf  | Radical-socialiste | 3 512  | 25,05  |  |  |  |
|          | Victor Fritz    | SFIO               | 2 110  | 15,05  |  |  |  |
|          | Jean Pony       | Répub. Nat         | 394    | 2,81   |  |  |  |
|          | Georges Gicquel | PC-SFIC            | 249    | 1,78   |  |  |  |
|          |                 |                    |        |        |  |  |  |
| Inscrits | Inscrits        | Inscrits           | 17 158 | 100,00 |  |  |  |
| Votants  | Votants         | Votants            | 14 239 | 82,99  |  |  |  |
| Exprimés | Exprimés        | Exprimés           | 14 021 | 98,47  |  |  |  |

#### Élections de 1932
|                  | Guy La Chambre *  | Ind. gauche-Radical ind. | 8 387  | 58,59  |  |  |  |
|                  | Ernest Le Plénier | Répub. de gauche         | 2 961  | 20,68  |  |  |  |
|                  | Patrick Surcouf   | Radical-socialiste       | 1 874  | 13,09  |  |  |  |
|                  | Raymond André     | SFIO                     | 870    | 6,08   |  |  |  |
|                  | François Bigot    | PC-SFIC                  | 159    | 1,11   |  |  |  |
|                  | Raymond Pesnel    | Républicain socialiste   | 65     | 0,45   |  |  |  |
|                  |                   |                          |        |        |  |  |  |
| Inscrits         | Inscrits          | Inscrits                 | 17 258 | 100,00 |  |  |  |
| Votants          | Votants           | Votants                  | 14 481 | 83,91  |  |  |  |
| Exprimés         | Exprimés          | Exprimés                 | 14 316 | 98,66  |  |  |  |
| * Député sortant |                   |                          |        |        |  |  |  |

#### Élections de 1936
| Candidat         | Candidat            | Étiquette                         | Premier tour | Premier tour | Ballotage | Ballotage |  |
| Candidat         | Candidat            | Étiquette                         | Voix         | %            | Voix      | %         |  |
| ---------------- | ------------------- | --------------------------------- | ------------ | ------------ | --------- | --------- |  |
|                  | Guy La Chambre *    | Gauche ind.-Radical ind.          | 6 833        | 49,68        | 8 142     | 59,99     |  |
|                  | Louis Garault       | Répub. de gauche-Répub. nat (URD) | 3 474        | 25,26        | 4 237     | 31,22     |  |
|                  | Fernand Jézéquel    | SFIO                              | 2 363        | 17,18        |           |           |  |
|                  | Louis Lebideau      | PC-SFIC                           | 522          | 3,80         | 1 071     | 7,89      |  |
|                  | François Grossetête | Répub. de gauche                  | 420          | 3,05         |           |           |  |
|                  | Moïse Ravissac      | Radical socialiste ind            | 139          | 1,01         | 123       | 0,91      |  |
|                  | Robert Surcouf      | Radical-socialiste                | 2            | 0,01         |           |           |  |
|                  | Charles Beunet      | Répub. nat (URD)                  | 2            | 0,01         |           |           |  |
|                  |                     |                                   |              |              |           |           |  |
| Inscrits         | Inscrits            | Inscrits                          | 17 421       | 100,00       | 17 421    | 100,00    |  |
| Votants          | Votants             | Votants                           | 14 227       | 81,67        | 13 881    | 79,68     |  |
| Exprimés         | Exprimés            | Exprimés                          | 13 755       | 96,68        | 13 573    | 97,78     |  |
| * Député sortant |                     |                                   |              |              |           |           |  |

Robert Surcouf et Charles Beunet se sont retirés avant le premier tour.